# Biserica din Budăi
Biserica din Budăi este o biserică amplasată în Budăi, raionul Orhei, Republica Moldova. Este un monument arhitectural de importanță națională inclus în Registrul monumentelor Republicii Moldova ocrotite de stat cu nr. 1060 (raionul Orhei).